# وایت کلیفس، نیو ساوت ولز
وایت کلیفس (به انگلیسی: White Cliffs) یک شهرک در استرالیا است که در نیو ساوت ولز واقع شده‌است.